# لیناپرازان
لیناپرازان (به انگلیسی: Linaprazan) یک داروی تجربی برای درمان بیماری ریفلاکس معده به مری (GERD) است. برخلاف مهارکننده‌های پمپ پروتون (PPI) که معمولاً برای درمان GERD استفاده می‌شوند، لیناپرازان یک مسدودکننده اسید رقابتی با پتاسیم (P-CAB) است.